# Baia di Colvocoresses
La baia di Colvocoresses è una baia larga oltre 56 km  situata sulla costa di Budd, nella parte occidentale della Terra di Wilkes, in Antartide. All'interno della baia, i cui confini sono rappresentati da capo Bjalokoza, a ovest, e capo Hammersly, a est, si gettano diversi ghiacciai, le cui lingue glaciali occupano interamente la baia; tra di essi spiccano il Williamson, il Whittle e il Fox.

## Storia
La baia di Colvocoresses è stata mappata nel 1955 da G. D. Blodgett grazie a fotografie aeree scattate durante l'operazione Highjump, 1946-1947, ed è stata così battezzata dal Comitato consultivo dei nomi antartici in onore di George Colvocoresses, midshipman del Vincennes uno sloop che prese parte alla Spedizione di Wilkes, 1838-42, ufficialmente conosciuta come "United States Exploring Expedition" e comandata da Charles Wilkes.